# Ildo Stanzani
Ildo Stanzani (né le 12 avril 1899 à Sasso Marconi, dans la province de Bologne en Émilie-Romagne) était un militant communiste italien, engagé dans tous les combats de l'entre-deux-guerres (guerre d'Espagne) et de la Résistance au cours de la Seconde Guerre mondiale, notamment en France. 

## Biographie
Ildo Stanzani adhère au Parti communiste italien en 1921. Il émigre bientôt en France et s'installe à Paris, où il milite dans différentes organisations communistes. En novembre 1936, il rejoint l'Espagne et les Brigades internationales. Il appartient à la « Batterie Gramsci » du Groupe d'artillerie internationale, avec le grade de sergent. Blessé, il est renvoyé en France à la fin du mois d'août 1937.
Au cours de la Seconde Guerre mondiale, il s'engage dans la Résistance et participe à la lutte contre l'occupant allemand, en particulier, à partir d'avril 1942, au sein des FTP - MOI (Francs-tireurs et partisans - Main-d'œuvre immigrée) de la région parisienne  (sous le pseudonyme de « Ricardo »).
En 1943, il est versé dans le 4e détachement des FTP-MOI, détachement dit « des dérailleurs », dirigé par Joseph Boczov. Il participe à plusieurs déraillements de trains allemands. Après une filature de plusieurs mois, neuf membres de ce détachement sont arrêtés en octobre et novembre 1943 par la police française (Brigades Spéciales des Renseignements généraux). Après un procès expéditif et l'exploitation de leurs identités étrangères à des fins de propagande (la célèbre Affiche rouge), ils sont fusillés au fort du Mont-Valérien, avec treize autres FTP-MOI du « Groupe Manouchian », le 21 février 1944. Ildo Stanzani échappe aux recherches des Brigades Spéciales et poursuit le combat au sein des Forces françaises de l'intérieur (FFI).